# Alfa Tucanae
Alfa Tucanae (α Tuc) – najjaśniejsza gwiazda w gwiazdozbiorze Tukana, znajdująca się w odległości około 200 lat świetlnych od Słońca.

## Nazwa
Nazwa własna gwiazdy, Lang-Exster, pochodzi od dwóch ptaków. Malajsko-indonezyjskie Lang oznacza dzioborożca, a niderl. Exster oznacza sroczka zmiennego, ptaka o dużym znaczeniu kulturowym dla ludów takich jak Dajakowie, poznanych przez niderlandzkich żeglarzy w XVII wieku. Obie nazwy były używane na określenie nowej konstelacji, nazywanej dziś Tukanem. Międzynarodowa Unia Astronomiczna w 2024 formalnie zatwierdziła użycie nazwy Lang-Exster dla określenia tej gwiazdy.

## Charakterystyka
Jest to olbrzym należący do typu widmowego K. Nie jest wiadome, na jakim etapie ewolucji jest ta gwiazda: mogła jeszcze nie rozpocząć syntezy helu w węgiel w jądrze, bądź też reakcje już mają miejsce, ale gwiazda jeszcze nie ustabilizowała się na nowym etapie ewolucji. Mniej prawdopodobne jest, że gwiazda wypaliła już hel i ma nieaktywne węglowo-tlenowe jądro; takie gwiazdy przejawiają niestabilność, której nie wykazuje Alfa Tucanae. Reakcje syntezy wodoru w hel w otoczce jądra, wraz z konwekcją sprawiają, że w widmie gwiazdy widoczne jest zubożenie w węgiel (katalizator w cyklu CNO) i wzbogacenie w azot.
Alfa Tucanae to gwiazda spektroskopowo podwójna. Towarzysz olbrzyma (karzeł o niewielkiej masie) okrąża go co 11,5 roku w odległości ok. 7,5 au; niewiele wiadomo o tej gwieździe.